# Hidden City
Hidden city è il decimo album discografico in studio del gruppo musicale inglese The Cult, pubblicato il 5 febbraio 2016. Il disco è anticipato da Dark Energy e Deeply Ordered Chaos, entrambi disponibili come singoli audio.

## Tracce
1. Dark Energy – 4:28 (Billy Duffy, Ian Astbury)
2. No Love Lost – 3:13 (Duffy, Astbury)
3. Dance The Night – 4:15 (Duffy, Astbury)
4. In Blood – 4:48 (Duffy, Astbury)
5. Birds Of Paradise – 6:26 (Duffy, Astbury, Bob Rock)
6. Hinterland – 5:06 (Duffy, Astbury)
7. G O A T – 3:18 (Duffy, Astbury)
8. Deeply Ordered Chaos – 4:32 (Duffy, Astbury)
9. Avalanche Of Light – 4:31 (Duffy, Astbury)
10. Lilies – 4:16 (Duffy, Astbury, Rock)
11. Heathens – 3:39 (Duffy, Astbury)
12. Sound And Fury – 3:54 (Duffy, Astbury)

Durata totale: 52:26

## Formazione
Gruppo
- Ian Astbury – voce
- Billy Duffy – chitarre, cori
- Chris Wyse – basso
- John Tempesta – batteria

Collaboratori
- Jamie Muhoberac – tastiere, pianoforte
- Bob Rock – chitarre e basso
- Dan Chase - batteria addizionale nel brano 12